# Meißendorfer Teiche/Bannetzer Moor
Die Meißendorfer Teiche mit dem Bannetzer Moor sind ein Naturschutz- und Vogelschutzgebiet von gesamtstaatlicher Bedeutung am Rande der Lüneburger Heide.
Die besondere Bedeutung des NSG wird durch die Anerkennung als Naturschutzgroßprojekt des Bundes unterstrichen.
Den Namen hat das Gebiet von den jeweils in der Nähe liegenden kleinen Ortschaften Meißendorf und Bannetze.

## Geographie
Das Naturschutzgebiet Meißendorfer Teiche/Bannetzer Moor liegt etwa 7 km nordwestlich der Gemeinde Winsen an der Aller, und etwa 40 km nördlich von Hannover. Im Norden grenzt das Ostenholzer Moor fast unmittelbar an das Naturschutzgebiet an, die Meiße verläuft zwischen dem Ostenholzer Moor und den Meißendorfer Teichen. Einige Kilometer südlich des Gebietes erstreckt sich das Allertal. Das Naturschutzgebiet mit seinen einst moorigen Wiesen ist landschaftlich Teil des Ostenholzer Moores. Die Landschaft entstand eiszeitlich als Urstromtal der Aller. Gegen Ende der Eiszeit bliesen starke Winde einen Dünenwall am nördlichen Talrand auf, so dass das von Norden kommende Wasser nicht mehr abfließen konnte und sich ein weitflächiges Moor bildete.

## Entstehung und Geschichte

### Gut Sunder
Das Gut Sunder hat seinen Ursprung aus einem Freihof des Klosters St. Michaelis in Lüneburg, mit der Kirche als Grundherrn. Der Lüneburger Kanzler am Celler Hof, Baltasar Klammer, wurde 1548 von Abt Herbold vom Kloster St. Michaelis mit den Besitzungen des Klosters in Meißendorf belehnt. Der verlegte den Hof aus dem Ort Meißendorf in die Nähe seiner Ländereien.
Daraus entstammt auch der Ursprung des Namens: gesondert, sonder, sunder.
Auf einem von Gräben umgebenen Platz, mit kleinen Teichen, wurde ein Herrenhaus im repräsentativen Stil der Celler Bürgerhäuser errichtet.
Nachdem das Gut mehrfach den Besitzer gewechselt hatte, erwarb 1752 Gottlieb Ludewig von Schrader (gemäß Inschrift auf seinem Grabstein: * 8. November 1695; † 23. Dezember 1760, Königlich Großbritannischer und Kurfürstlich Braunschweig-Lüneburgischer Hofrat) Sunder. 1881 wurde nordwestlich des Gutes, im Wald, an der Meiße, ein Familienfriedhof angelegt, der bis heute erhalten geblieben ist. 1977 musste die Familie von Schrader das Gut aus finanziellen Gründen verkaufen.
1980 erwarb der Deutsche Bund für Vogelschutz (DBV) (heute NABU) den Gutshof und den angrenzenden Herrenhausteich.
Der NABU Landesverband Niedersachsen unterhält hier jetzt ein regionales Umweltbildungs- und Naturerlebniszentrum mit Seminar
Das Herrenhaus steht heute unter Denkmalschutz und gilt als das schönste Profangebäude der Heide.

NABU Gut Sunder
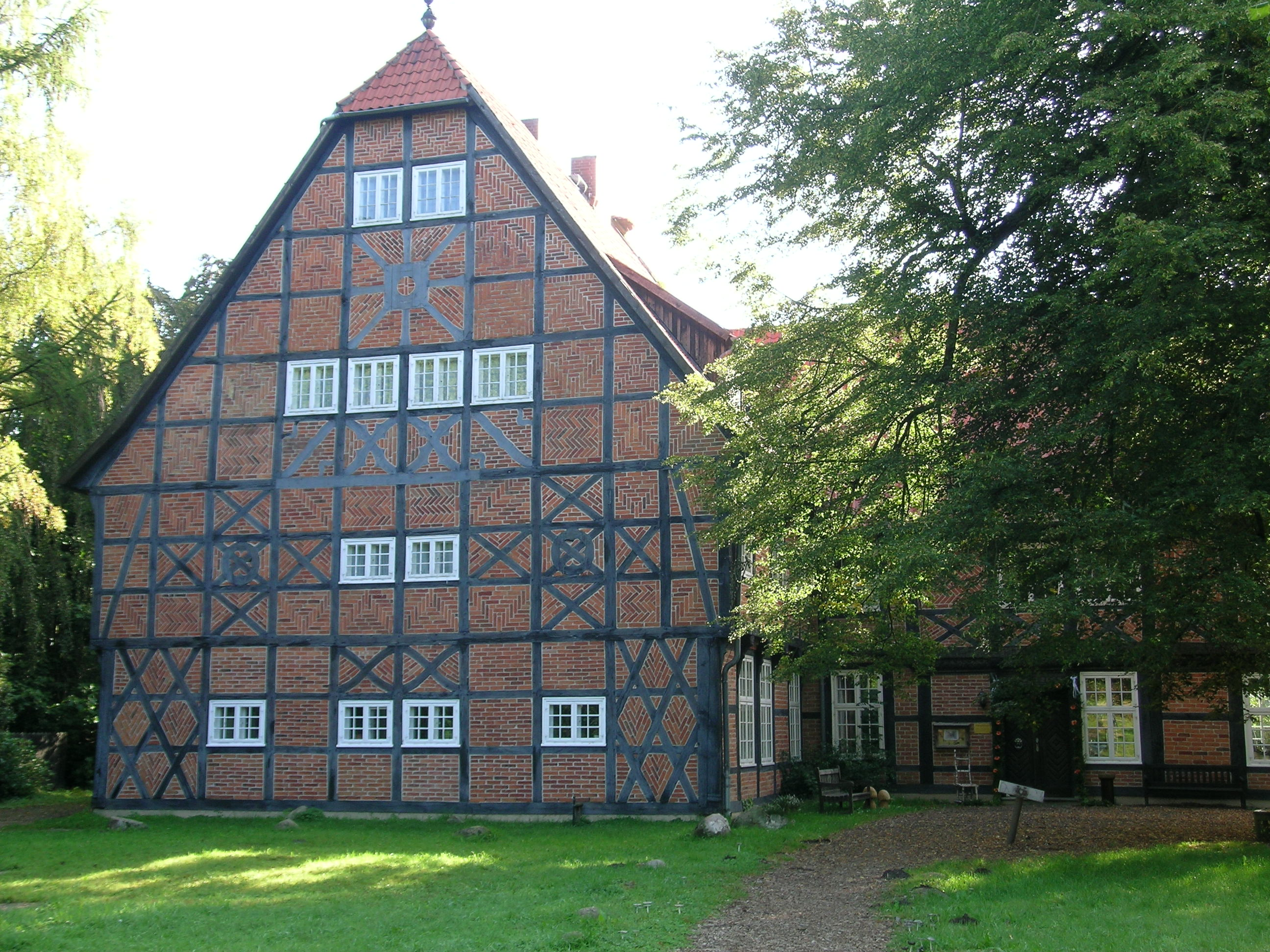
Das Herrenhaus
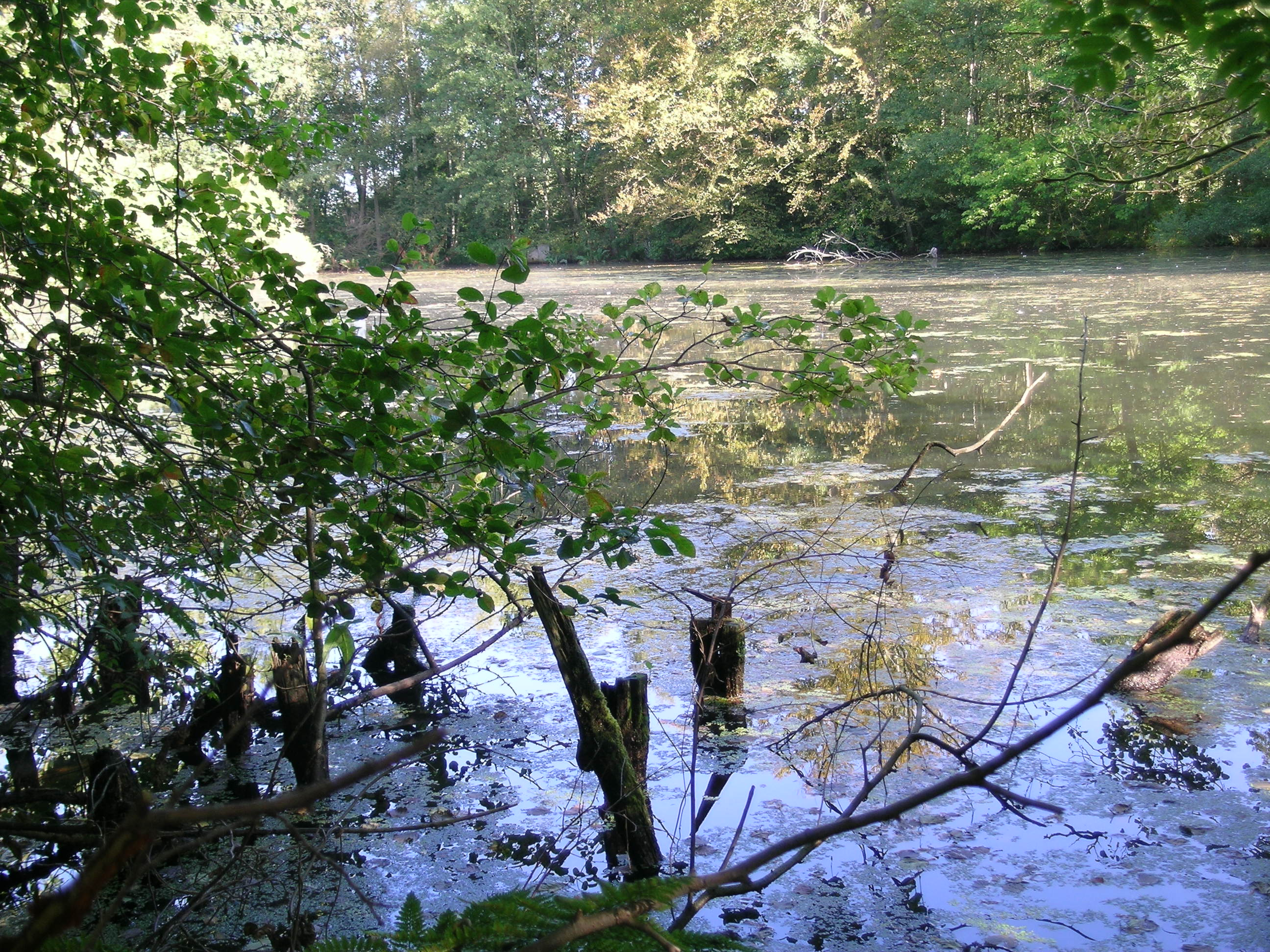
Teich beim Gut Sunder
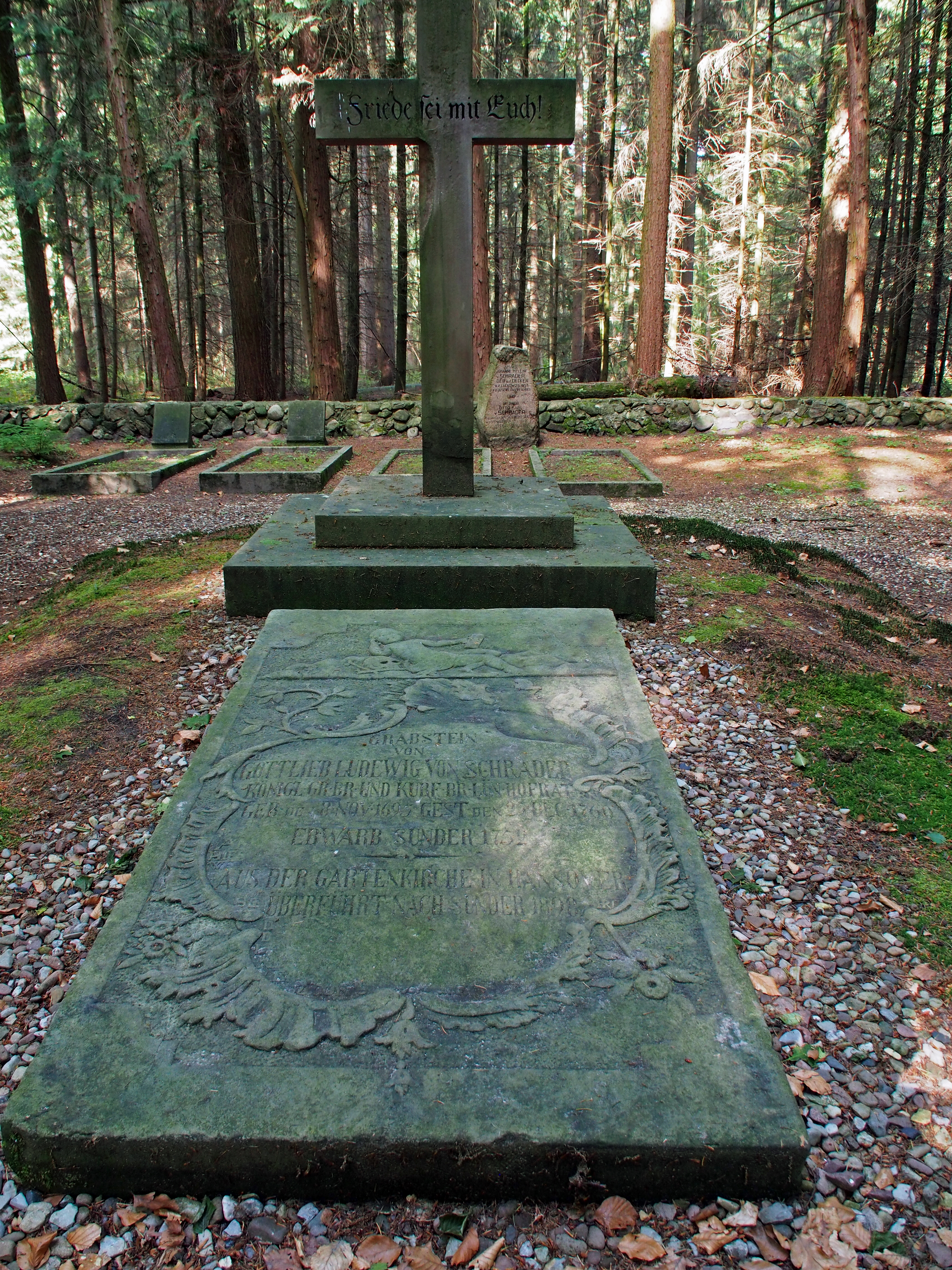
Grabstätte Hofrat Schrader

### Teichwirtschaft

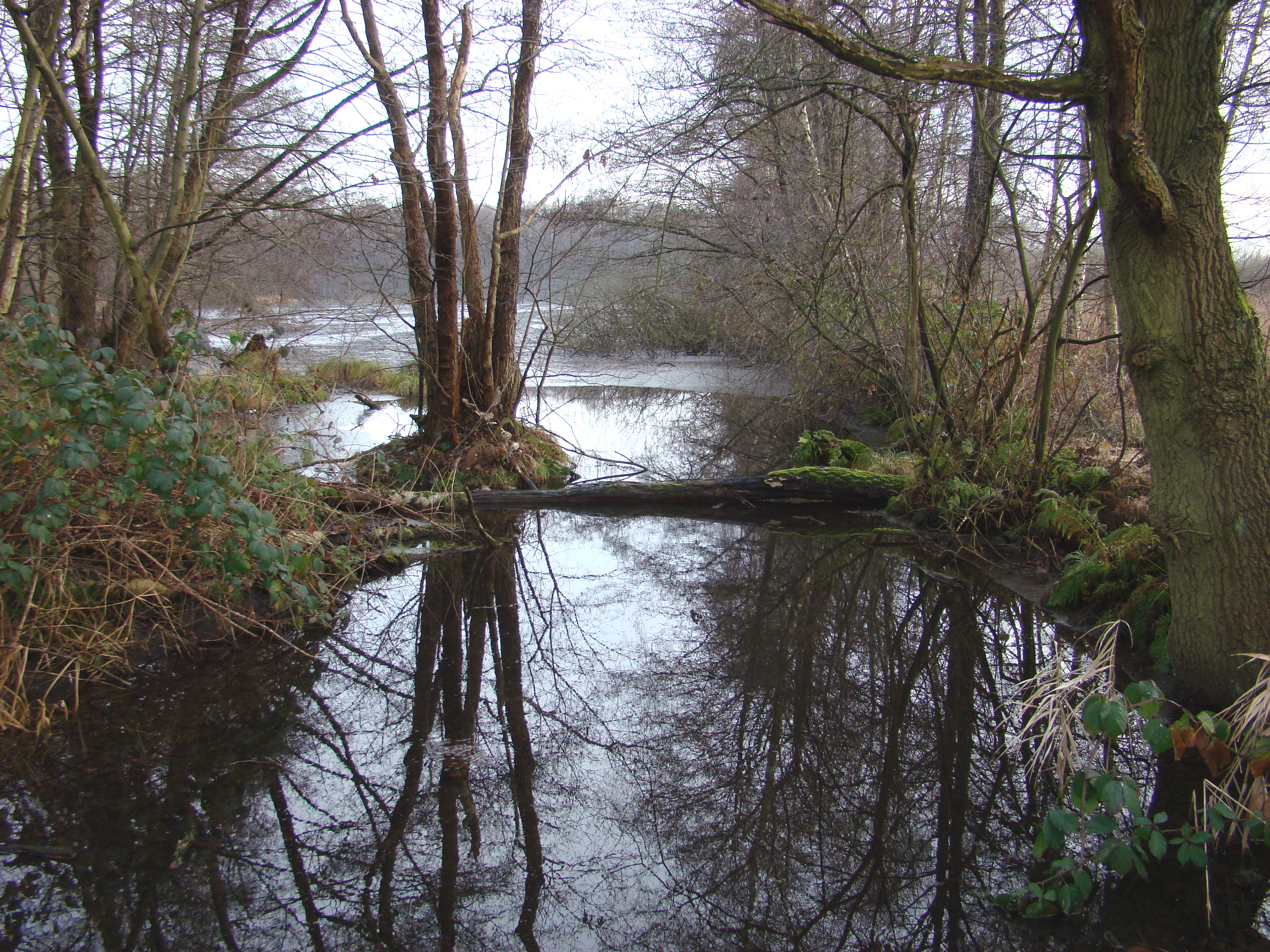
Teichfläche im Naturschutzgebiet

Im Jahre 1881 begann der damalige Eigentümer des Gutes Sunder, Ernst von Schrader, mit der Teichwirtschaft. Es wurden 51 größere und kleinere Teiche auf den Heide- und Moorflächen angelegt. Die Meiße, ein kleiner Fluss der bei Hodenhagen in die Aller mündet, wurde kanalisiert und speist seither die Teiche mit Wasser. 1892 setzte er in seinen ältesten Teich, von 2 ha Größe, 10.000 Karpfeneier ein. Es entstand die größte Karpfenzucht Norddeutschlands.
In den 1960er und 1970er Jahren stellte man die extensive Fischzucht zum größten Teil ein. Die Meiße wurde abschnittsweise wieder renaturiert. Im Nordwesten des Gutes Sunder hat die Meiße heute wieder ihren alten Lauf.

### DBV-Naturschutzseminar Sunder
1980 erwarb der Deutsche Bund für Vogelschutz (DBV) (heute NABU) zusammen mit der Bundesregierung, und Dank finanzieller Beteiligung der IBM, einen großen Teil des Geländes, um den Erhalt dieses bedeutsamen Feuchtlebensraumes zu sichern. Nach umfangreichen Sanierungs- und Umbauarbeiten an den Gebäuden konnten ab 1983 die ersten Seminare durchgeführt werden. In Folge des Zusammenschlusses des DBV mit dem Naturschutzbund der DDR zum Naturschutzbund Deutschland (NABU) am 18. November 1990 firmierte auch die Bildungsstätte von DBV-Naturschutzseminar Sunder zu NABU-Akademie Gut Sunder um. Am 30. September 2003 stellte die NABU-Akademie Gut Sunder als Einrichtung des NABU-Bundesverbands den Betrieb ein. Fast 90.000 Menschen, vom Kindergartenkind bis zum Fachwissenschaftler, hatten bis dahin die rund 4.000 Naturerlebnis- und Artenkenntnisseminare oder Naturschutzfachtagungen besucht.

## Geographie, Fauna und Flora

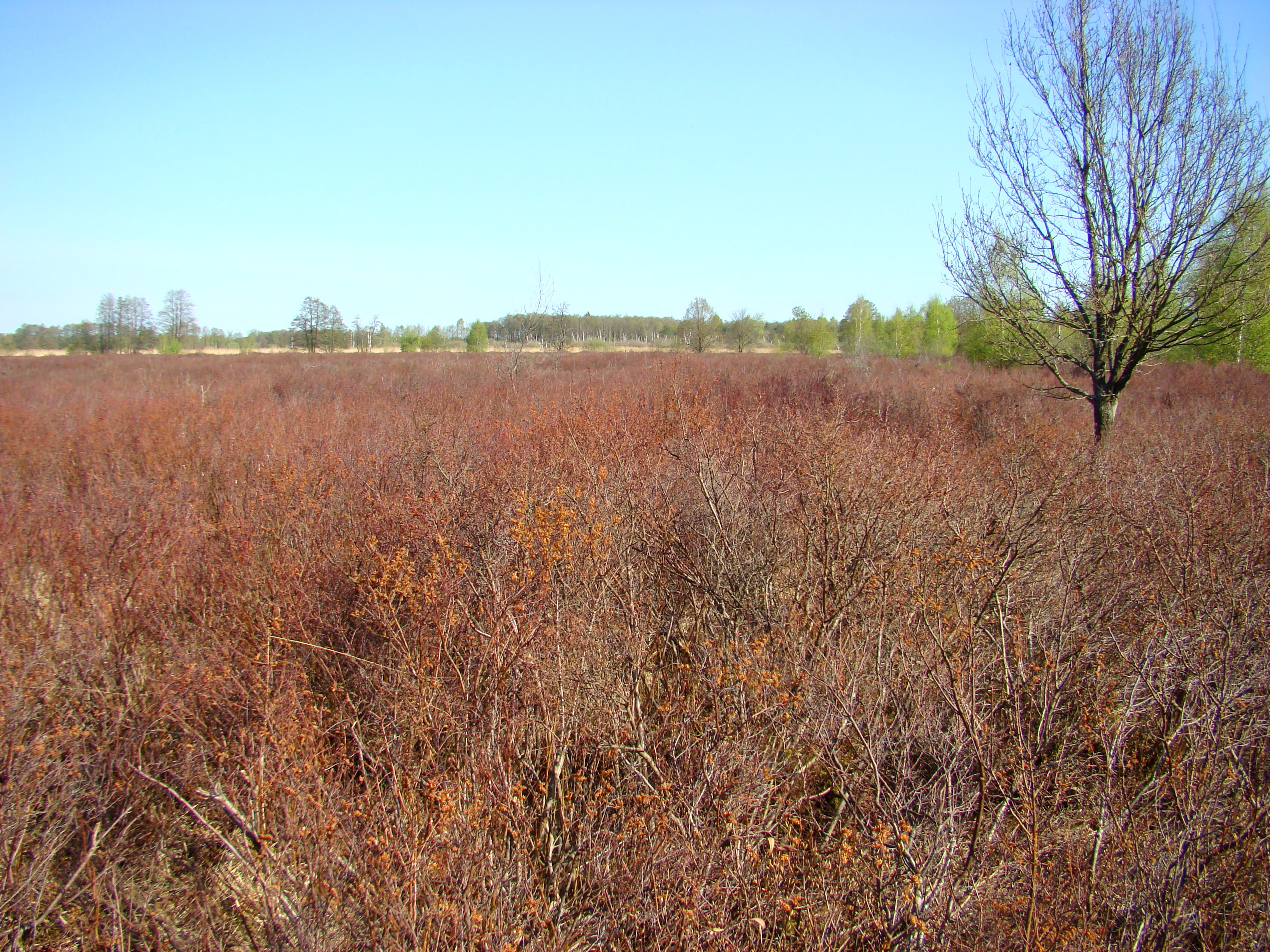
Fläche mit Gagelsträuchern im Bannetzer Moor

Das Gesamtgebiet Meißendorfer Teiche/Bannetzer Moor umfasst 815 Hektar, die Wasserfläche selbst, mit 80 Fischteichen, beträgt etwa 350 Hektar. Sie bildet damit die größte Wasserlandschaft der Lüneburger Heide.
Das Naturschutzgebiet umfasst:
- Teichflächen in unterschiedlichen Sukzessionsstadien,
- Teile der Meißeniederung mit Wiesen und Erlenbruchwäldern,
- mit Kiefern bestandene Talsandflächen im Norden und Osten,
- degenerierte und kultivierte Flächen des Bannetzer Moores mit noch kleinräumig vorhandenen Hochmoorresten,
- weite ausschließlich vom Gagelstrauch bedeckte Flächen des Moorgebietes.

In dem Teichgebiet, das besonders wegen der reichen Vogelwelt bekannt ist, konnten etwa 130
Brutvogelarten, davon ca. 40 in ihrem Bestand gefährdete, und über 60 Rastvogelarten
nachgewiesen werden.
Außerdem leben dort ca. 40 Libellen- und über 400 Schmetterlingsarten.
Das Gebiet gewinnt als Brutplatz, im Herbst auch als Rast- und Schlafplatz, der Kraniche an Bedeutung, seitdem einige Teiche nur flach angestaut werden. Die Bestände nehmen kontinuierlich zu. Es wurden schon bis zu 100 rastende Kraniche gezählt, die vermutlich aus den umliegenden Brutgebieten des Truppenübungsplatzes Bergen oder der Südheide kommen. Der Seeadler ist erstmals 1995 in das Gebiet zurückgekehrt. Zwischen 1997 und 2005 wurden 14 Jungadler in dem von Naturschützern bewachten Horst erfolgreich aufgezogen. Neben den Meißendorfer Teichen nutzt der Adler das in der Nähe liegende Ostenholzer Moor und den Truppenübungsplatz Bergen als Jagdrevier.

### Brutvögel
Man findet hier z. B. Seeadler, Fischadler, Schilfrohrsänger, Rohrdommel, Knäkente, Kiebitz und Wachtelkönig, um nur die zu nennen, die auf der Roten Liste der gefährdeten oder stark gefährdeten Vogelarten zu finden sind. Aber auch Vögel wie Eisvogel, Kranich, Beutelmeise, Zwergtaucher, Wasserralle, Teichrohrsänger, Haubentaucher, Kormoran, Graureiher, Graugans, Schnatterente, Kolbenente, Schleiereule, Lachmöwe, Rohrweihe, Blessralle, Löffelente, Sperber und Rotmilan haben hier ihr Brutrevier.

Brutvögel im Teichgebiet
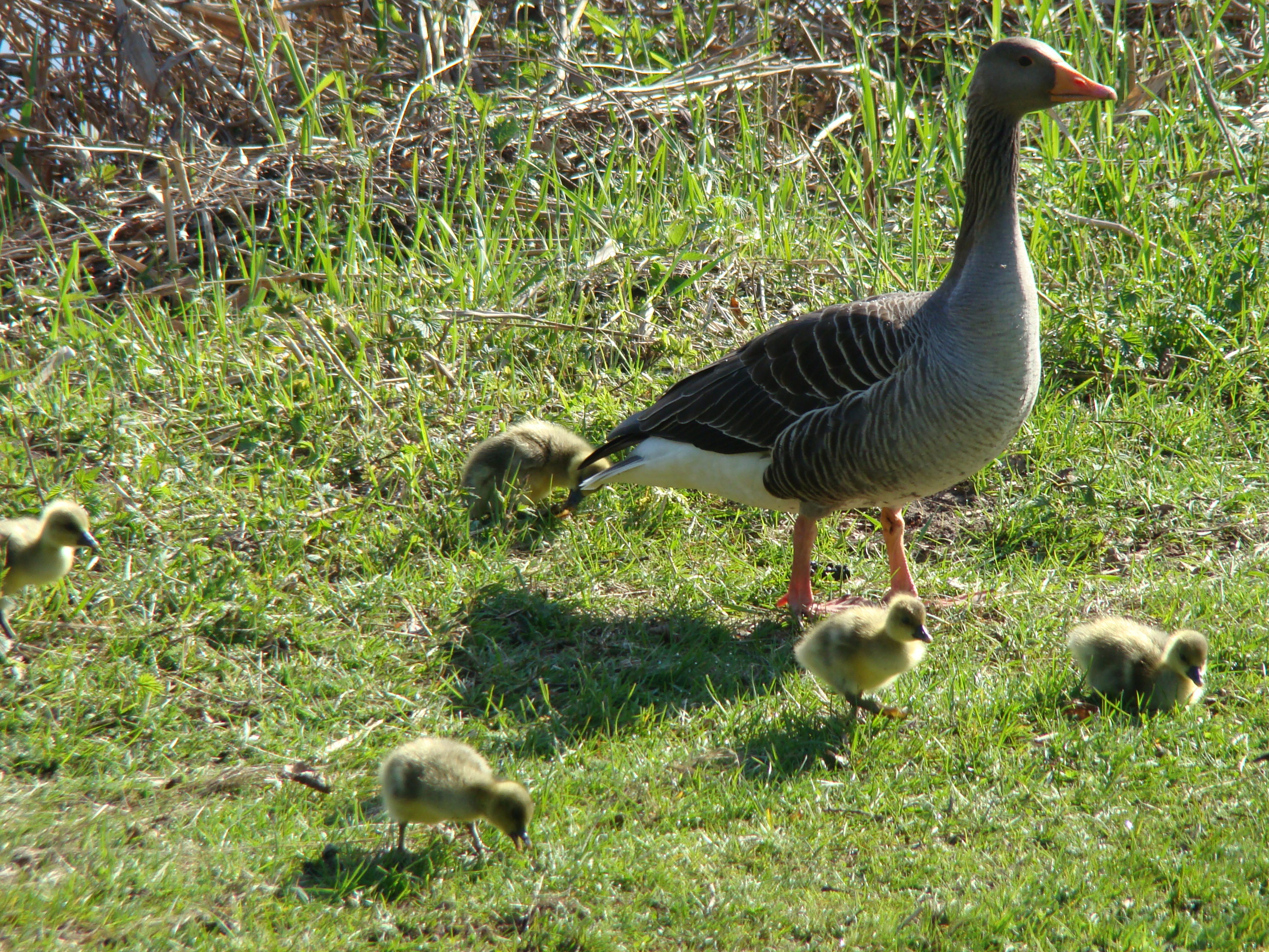
Graugans mit Küken
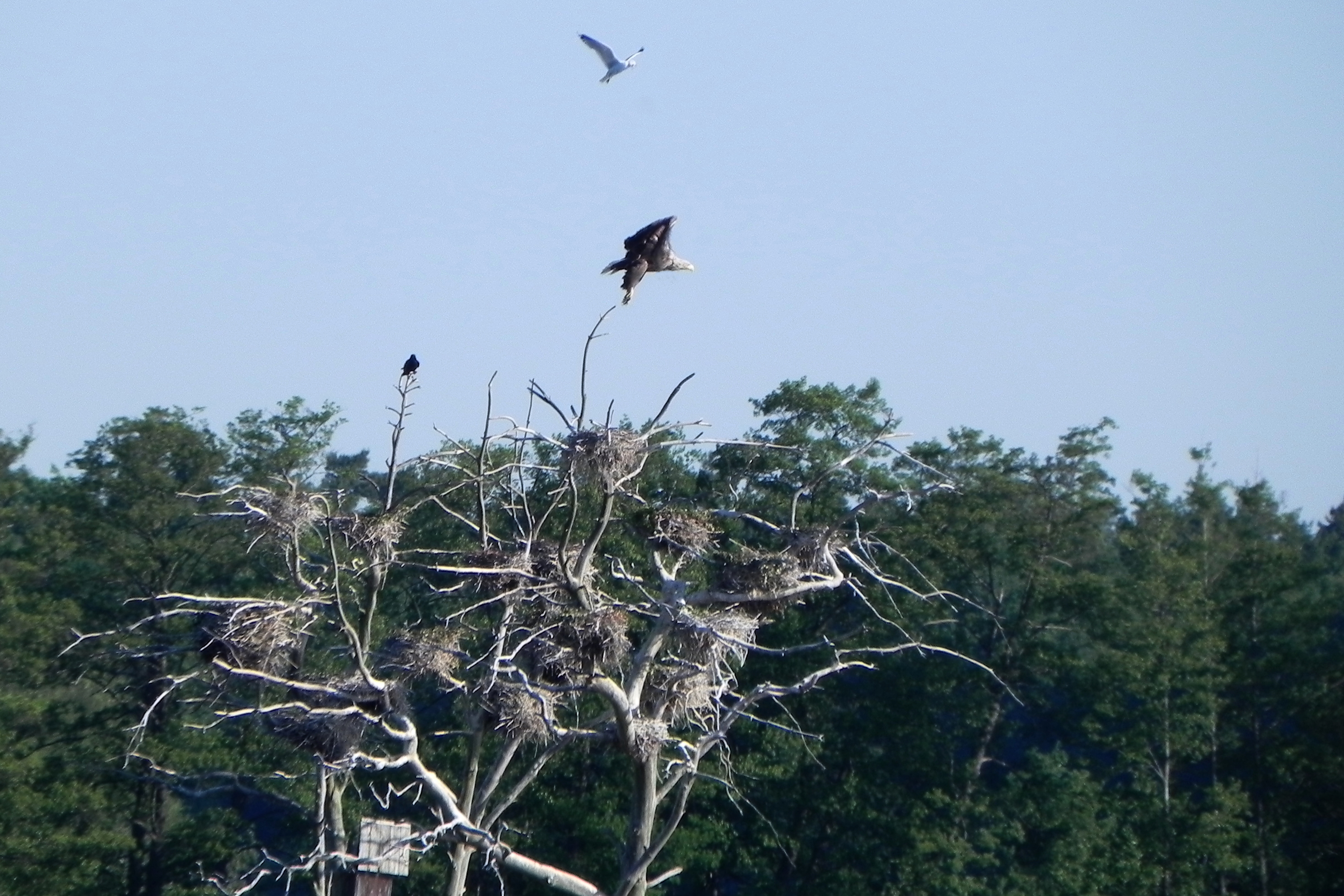
Seeadler
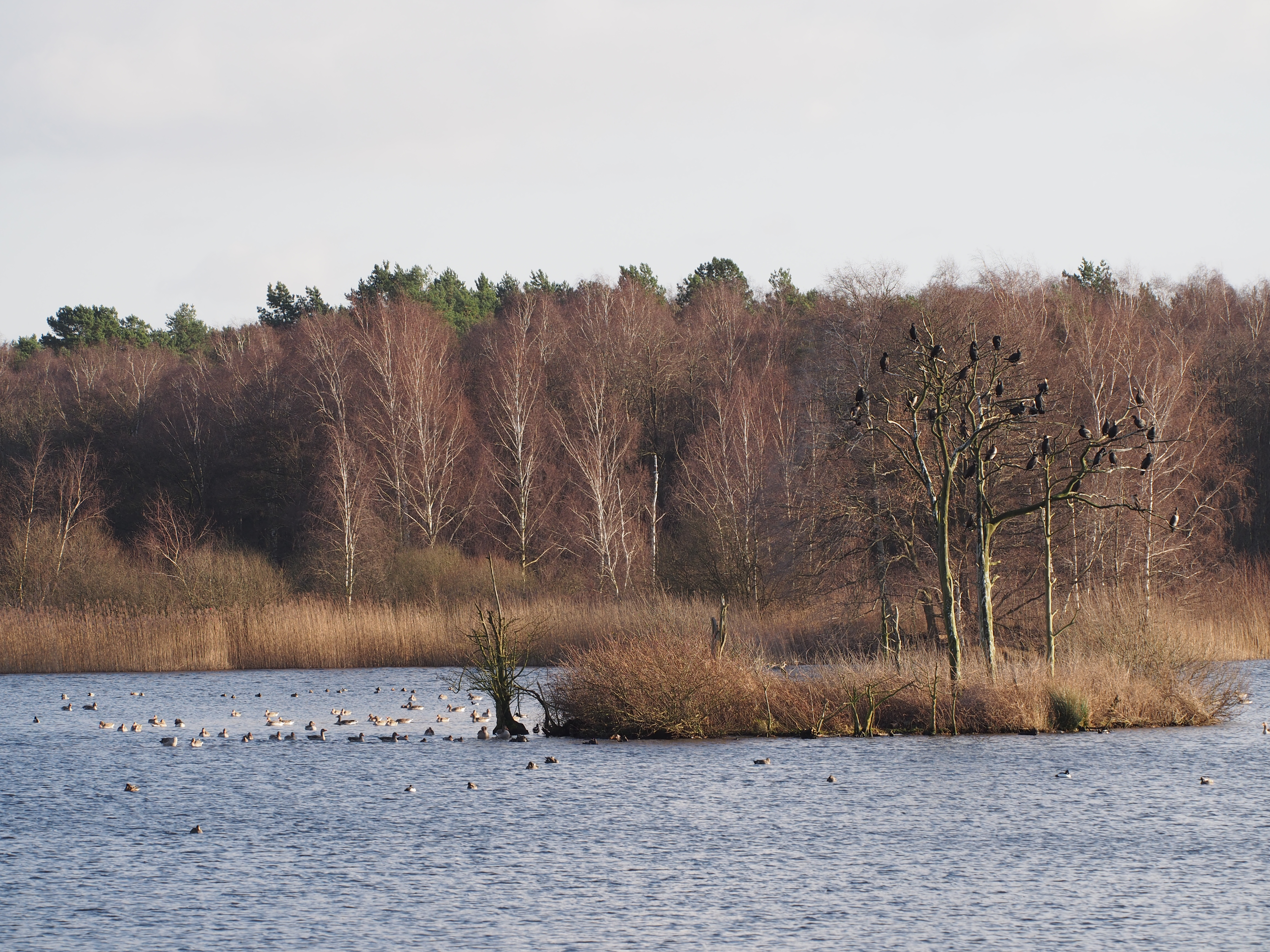
Teichinsel mit Kormoranen
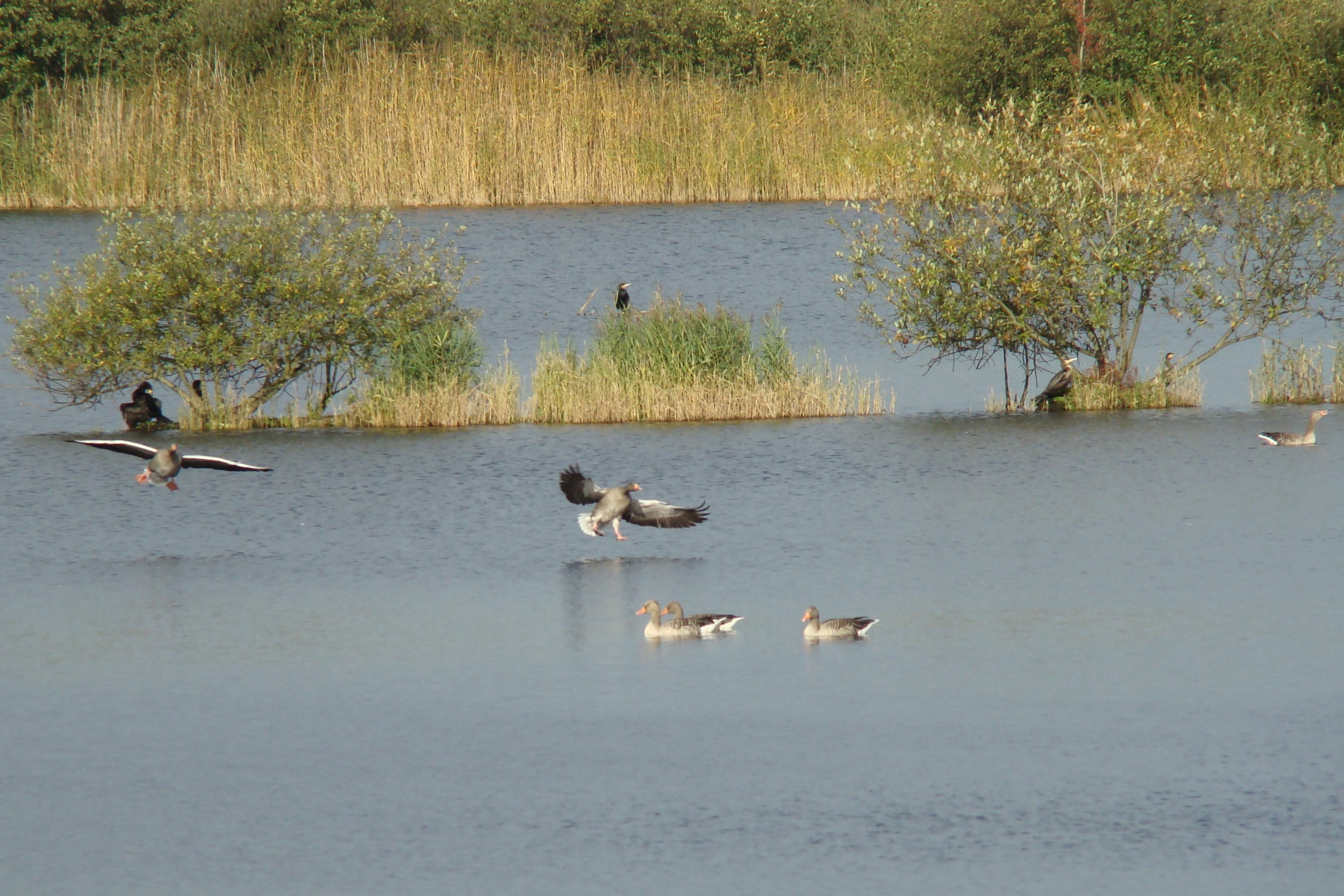
Insel mit Kormoranen und einfliegenden Waldsaatgänsen
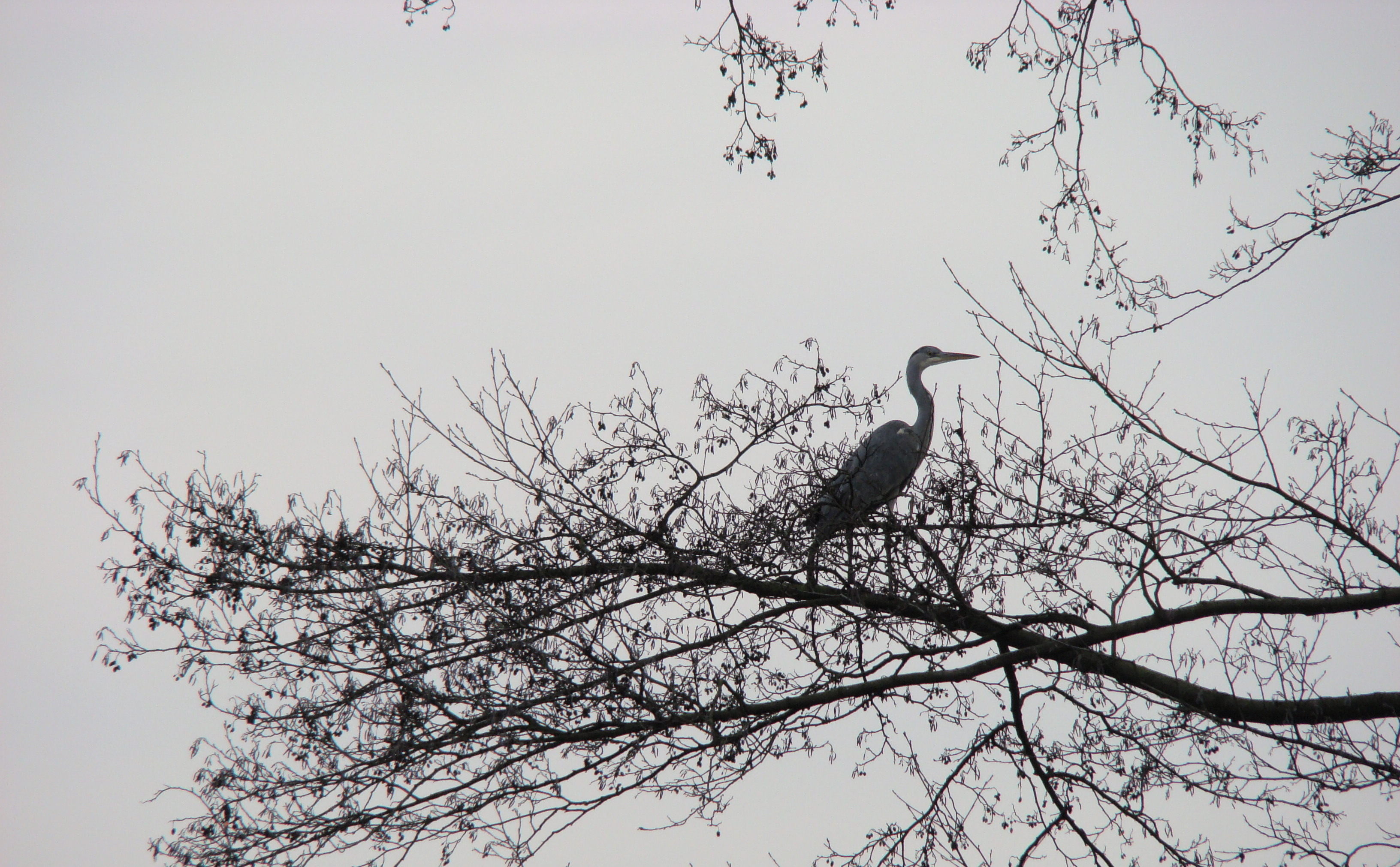
Graureiher auf einer Erle

### Gastvögel

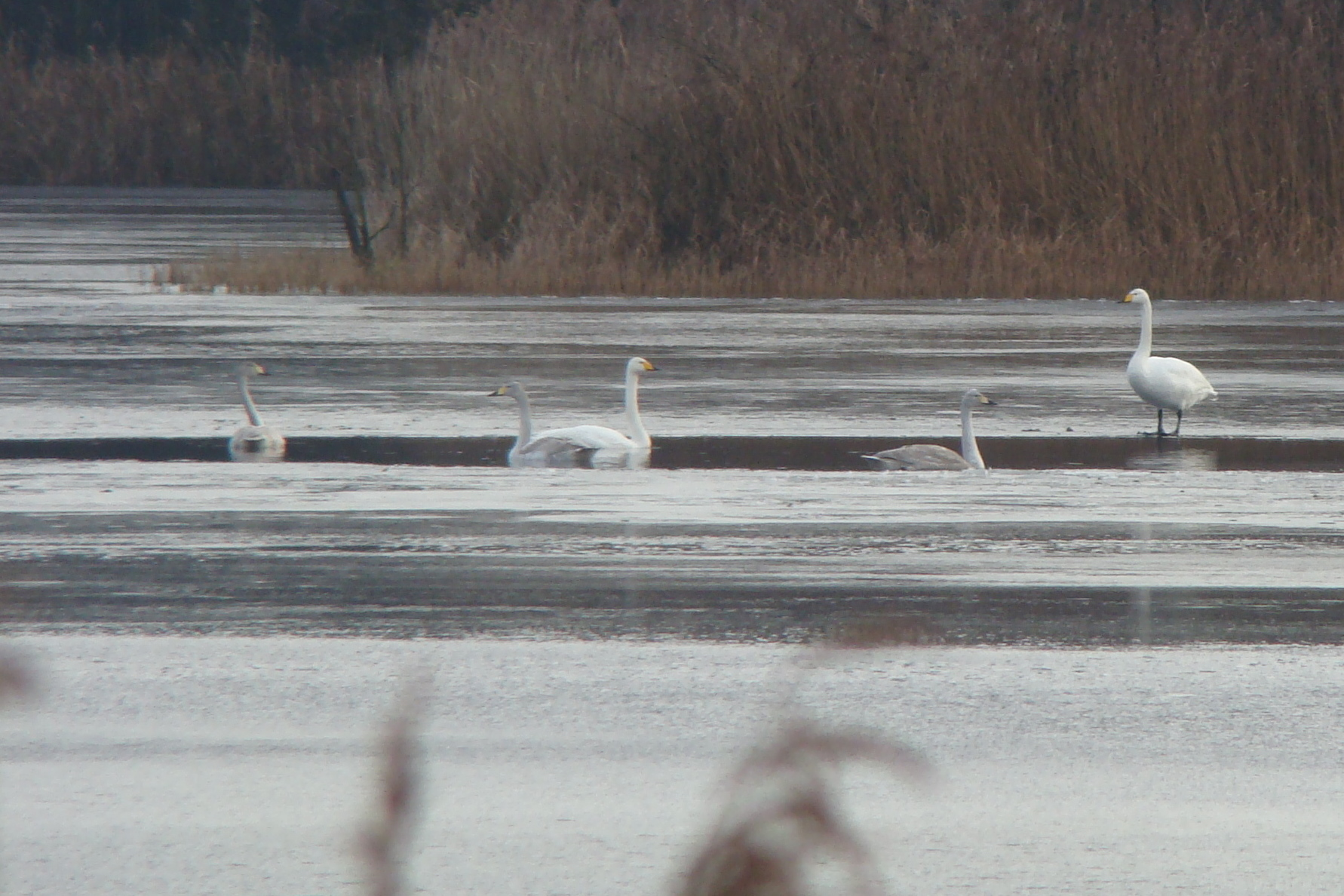
Singschwäne, Wintergäste aus der Tundra

Auch hier finden wir zahlreiche Vögel, die auf der Roten Liste aufgeführt werden.
Flussuferläufer, Kampfläufer, Rotschenkel, Schwarzstorch, Gänsesäger und Alpenstrandläufer. Daneben Erlenzeisig, Wasserpieper, Zwergschwan, Singschwan, Kornweihe, Flussregenpfeifer, Wasserläufer, Zwergsäger, Sturmmöwe, Pfeifente, Spießente, Trauerseeschwalbe, Fichtenkreuzschnabel und Dunkler Wasserläufer.

### Fische
In den Teichen und Bächen schwimmen Hecht, Karpfen, Schleie, Plötze, Brassen, Rotfeder, Karausche, Güster, Kaulbarsch, Bitterling, Aal, Flussbarsch, Dreistachliger Stichling, Zwergstichling, Zwergwels, Schmerle, Bachforelle, Gründling und Bachneunauge.

### Pflanzen

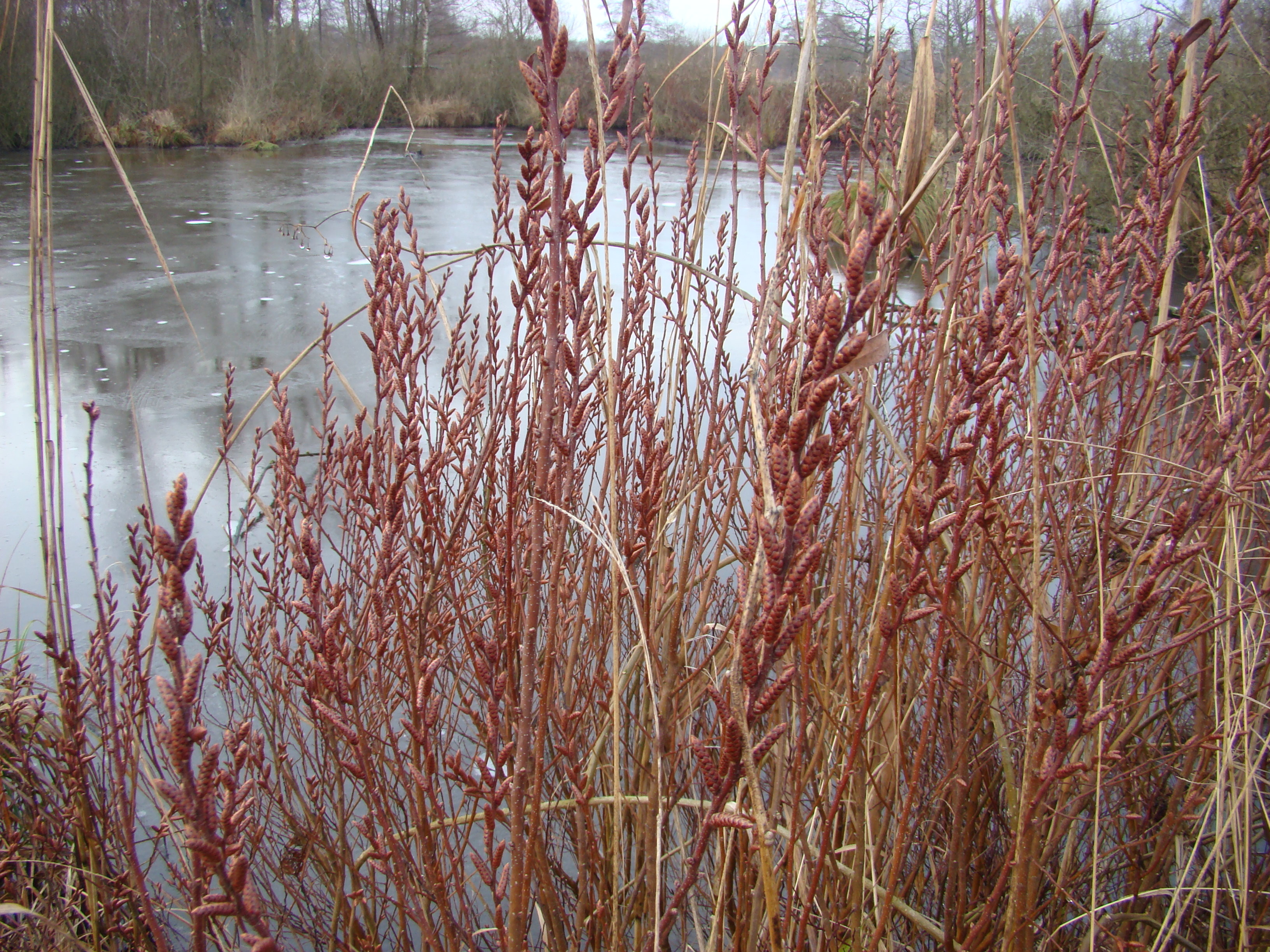
Gagelstrauch auf dem Teichdamm

Auf einem Teichdamm wächst der Gagelstrauch, der auf der Roten Liste der gefährdeten Pflanzenarten steht. An weiteren, zum Teil geschützten Pflanzen findet man hier Teichrose, Moorbirke, Krebsschere, Bittersüßer Nachtschatten, Mittlerer Wasserschlauch, Zwerg-Igelkolben, Straußblütiger Gilbweiderich, Sumpf-Schafgarbe, Ästiger Igelkolben, Wasserschierling (sehr giftig), Sechsmänniges Tännel, Sumpf-Schwertlilie, Wasserdost.

### Sonstiges
Der in Deutschland sehr seltene und scheue Fischotter, der hier fast ausgerottet war,
siedelte sich wieder an. An geschützten Lurchen und Kriechtieren finden wir hier Ringelnatter, Grasfrosch, Seefrosch, Knoblauchkröte, Moorfrosch und Kammmolch.
Die in Deutschland in ihrer Art gefährdete Zweigestreifte Quelljungfer lebt in dem Gebiet.

## Touristik
Um den 35 Hektar großen Hüttensee, der in das Naturschutzgebiet ragt, aber nicht zu dem Schutzgebiet selbst gehört, wurde ein 4,6 Kilometer langer Rundweg angelegt, von dem aus zahlreiche seltene Vogelarten beobachtet werden können. Viele Vogelkundler aus aller Welt besuchen alljährlich dieses Gebiet. Am Rande des Hüttensees befindet sich ein Campingplatz.
NABU Gut Sunder mit seinen Wanderwegen und seinem beschilderten Rundweg ist immer geöffnet. Der Infoshop und die Ausstellung der NABU Wildtiernis öffnet von April bis Oktober nach Aushang.
An den Meißendorfer Teichen entstand 1948 der erste Kinofilm des bekannten Naturfilmers Heinz Sielmann („Lied der Wildbahn“).

Hüttense
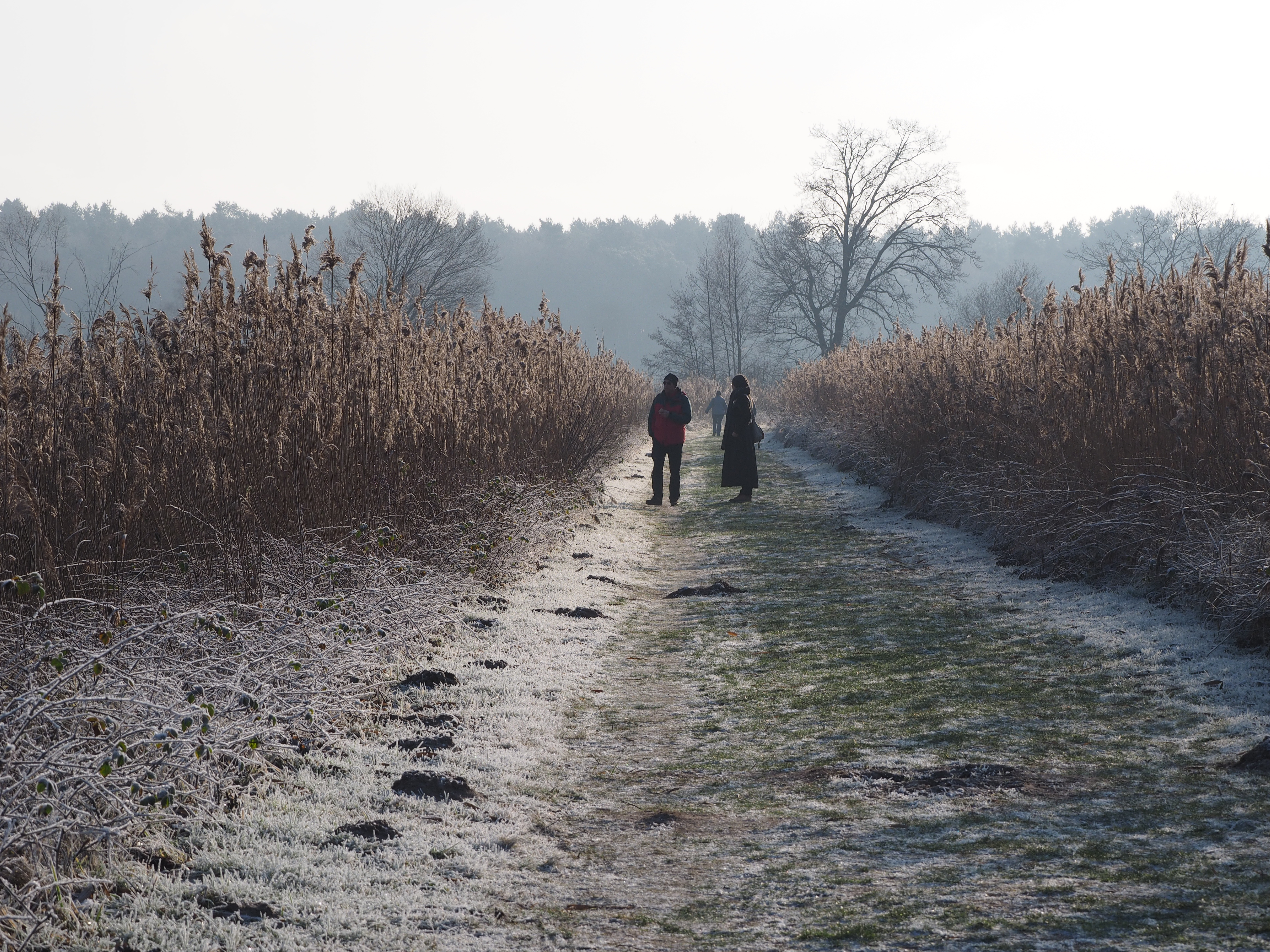
Rundweg um den Hüttensee
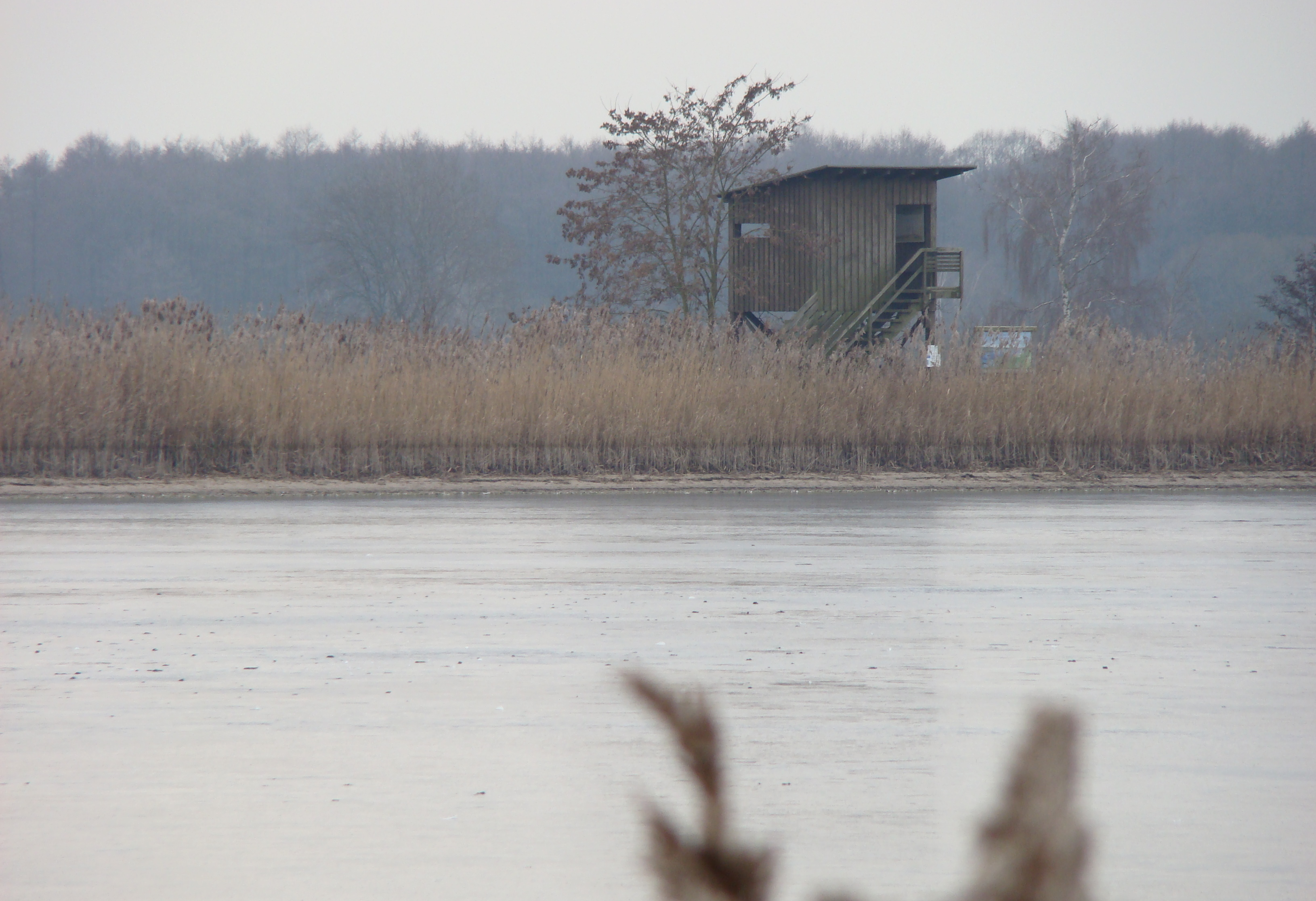
Beobachtungsturm am Teichufer
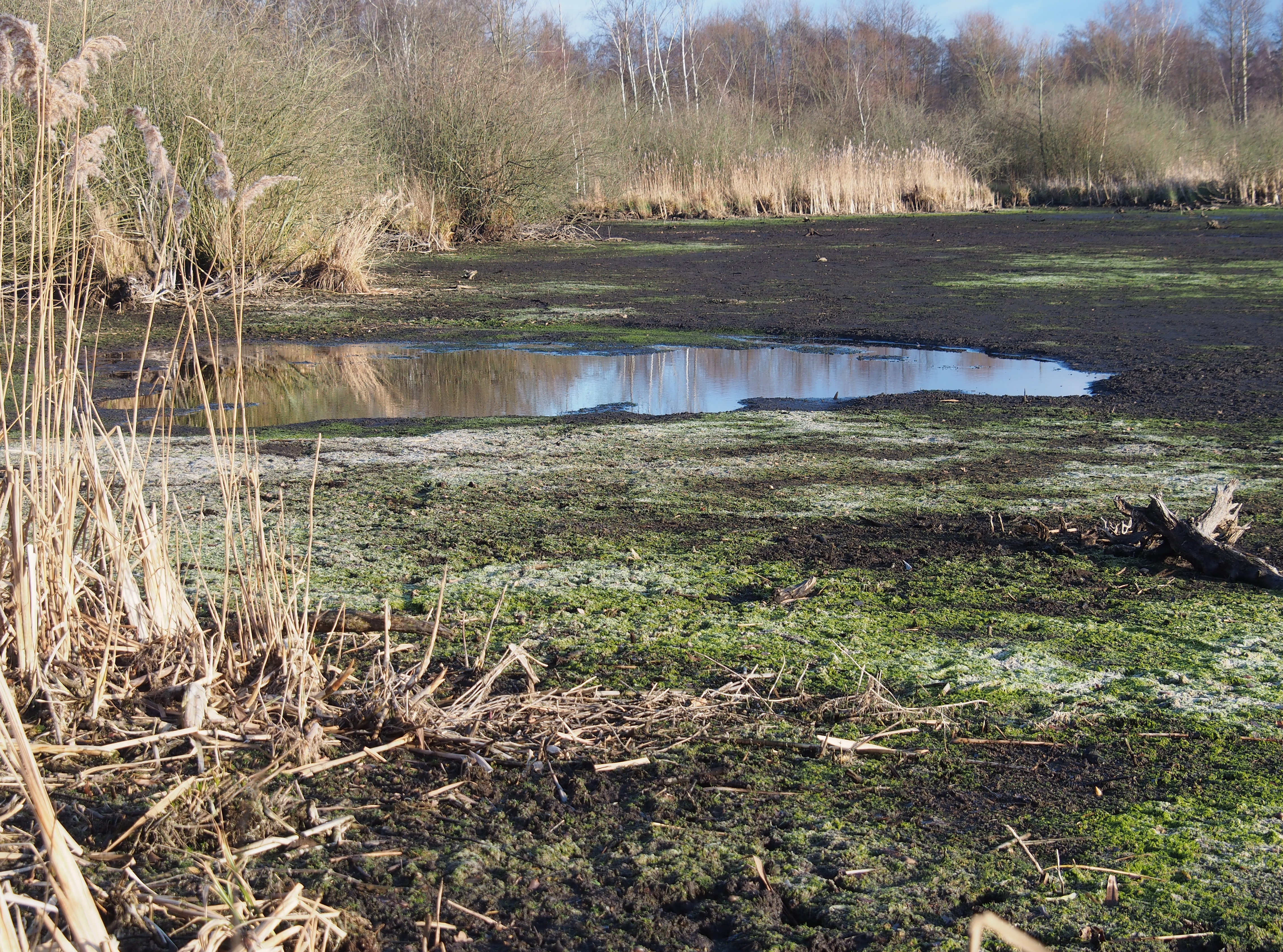
Über Winter trockengelegter Hüttensee

## Historische Kulturlandschaft
Die Teiche liegen innerhalb der 6 km² großen historischen Kulturlandschaft Meißendorfer Teiche, die von landesweiter Bedeutung ist. Diese Zuordnung zu den Kulturlandschaften in Niedersachsen hat der Niedersächsische Landesbetrieb für Wasserwirtschaft, Küsten- und Naturschutz (NLWKN) 2018 getroffen. Ein besonderer, rechtlich verbindlicher Schutzstatus ist mit der Klassifizierung nicht verbunden.